# آلبرخت دورر
آلْبْرِخْت دورِر (بالألمانية: Albrecht Dürer)، ولد في 21 مايو عام 1471 وتوفي في 6 أبريل عام 1528. كان رسّاما ألمانياً عاش في نورمبرغ. أمضى فترة أولى متنقلا بين مدن كولمار، بال وستراسبورغ، كما أقام مرتين في البندقية، إلا أن مسيرته الفنية الحقيقية كانت في مدينة نورنبيرغ. أظهر موهبته في فن التصوير الزيتي، كما أنجز العديد من الرسومات التخطيطية وبعض الرسومات المائية بالإضافة إلى الرواشم (تستخرج عن طريق الطباعة بالرسوم البارزة).
كان مولعا بالنظريات التي تتناول الفن (المنظور وغيرها)، فقام في أواخر حياته بنشر بعض المؤلفات في الموضوع (رسالة في أبعاد الجسم الآدمي).

## أعماله الفنية

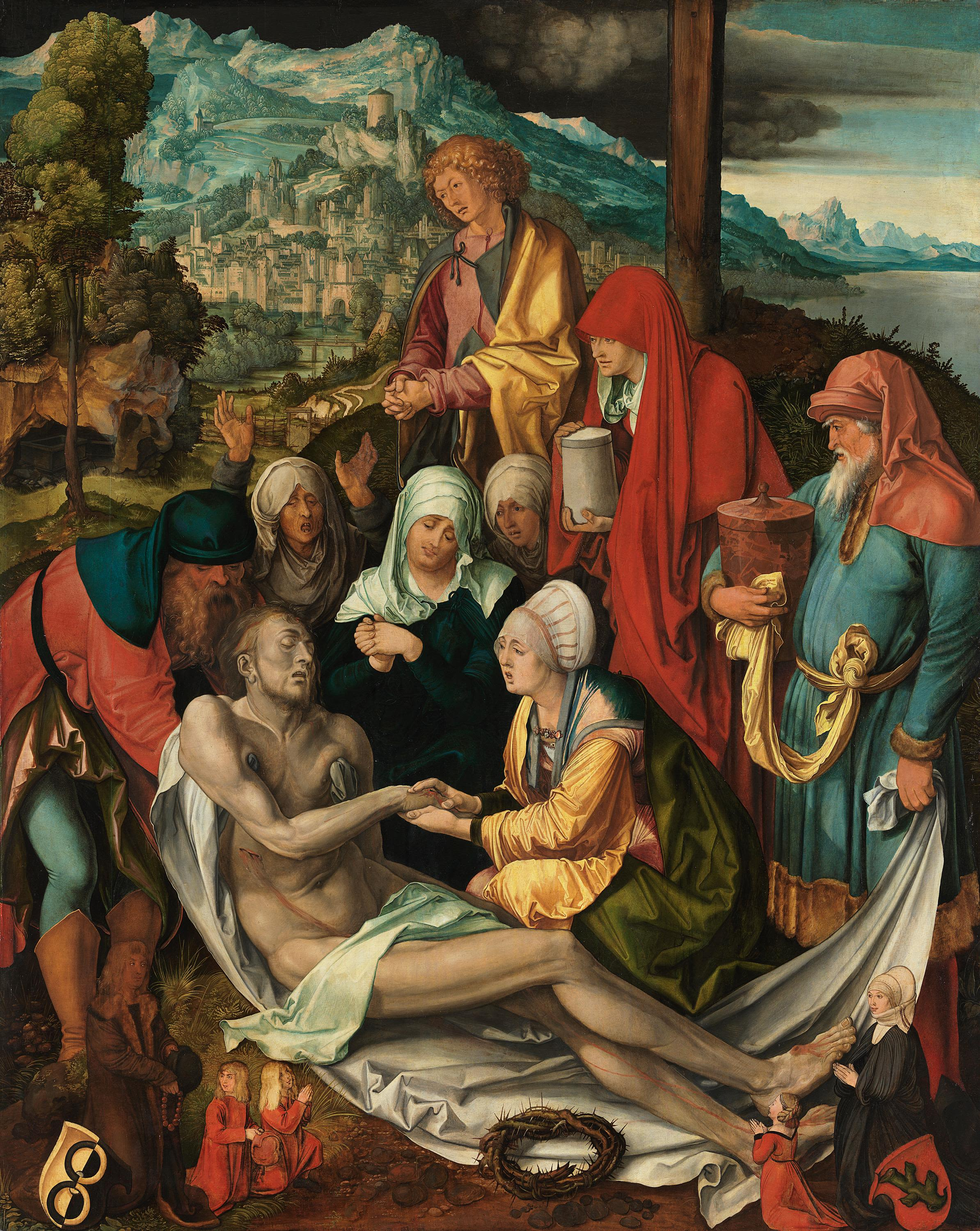
لوحة "رثاء المسيح"

### أعمال الحفر
حول دورر نحو 250 من رسوماته إلى أعمال من الخشب المحفور المنحوت ومائة إلى حفر، وهاتان المجموعتان تمثلان أروع جانب يستحق التقدير من تراثه. ولقد حفر بنفسه التصميمات حتى مدار القرن، ثم عهد فيما بعد بحفر الخشب إلى آخرين. وما كان، بغير هذا التعاون، ليستطيع أن يصور مثل هذا القطاع الواسع من الحياة. وقد بدأ بتصوير رسوم لكتب مثل الفارس «فون تورن» و«الطيش» لسباستيان برانت، ورسم بعد عشرين عاماً صوراً هامشية لكتاب الصلوات الخاص بماكسمليان. وجرب ريشته في رسم الجسم العاري، ونجح نجاحاً عظيماً في لوحة «حمام الرجال» ولم يبلغ الشأن نفسه في صورة «حمام النساء»، وقد أفاد في كليهما كدافع ثوري للفن الألماني الذي كان قد أعرض عن رسم الجسم العاري باعتباره عملاً فاضحاً أو تبديداً للأوهام. واشتهرت أعمال الحفر في الخشب، التي صورت حياة العذراء وآلام المسيح عند الصلب، فقد غدا في وسع النساء المتعبدات وقتذاك أن يتأملن، وهن يصطلين بجوار مدافئهن، صورة مطبوعة تبين خطبة يوسف ومريم، وكان الألمانيون العمليون يسرهم أن يجدوا في صورة إقامة العائلة المقدسة في مصر كل التفاصيل المريحة للألفة والجد الذين عرف بهما الشعب التيوتوني-مريم تحيك الثياب، ويوسف يعمل وهو جالس على دكته، وأطفال عليهم مسحة ملائكية يحضرون الحطب دون أن يطلب أحد ذلك منهم. وثمة سبع وثلاثون صورة من أعمال حفر الخشب الصغير- «آلام المسيح الصغرى»- وإحدى عشرة صورة أكبر-«آلام المسيح الكبرى»- عرضت قصة تعذيب المسيح ووفاته في آلاف البيوت، ونبه شوق الرأي العام لترجمة لوثر للعهد الجديد. وثمة سلسلة أخرى من الصور زينت سفر الرؤيا وبعضها حفر على الخشب مثل «الفرسان الأربعة في سفر الرؤيا» والقديس مايكل يقاتل التنين وكانت من النضارة والوضوح بحيث ظل لذهن الألماني قرونا طويلة يفكر في سفر الرؤيا كما عبر عنها ديرر برسومه.

### النقش
تجاوز دورر مرحلة حفر الخشب وبدا في فن النقش، وحاول بين الفينة والأخرى النقش بالحفر الإبري، وكان عادة يعمل بإزميل. وعمله «سقوط الإنسان» نقشه على [وضح من هو المقصود ؟] في أشكال تليق باليونان وفي نسبة وتناسق جديرين بالإيطاليين مع ما عهد في دورر من إسراف في رسم الحيوان والنبات، حيث نجد إن لكل وحدة تقريباً دلالة رمزية بالنسبة له ولجيله. وبرزت إناث عاريات في روعة لم يسبق لها مثيل في الفن الأماني من المعدن، وذلك في صورة «وحش البحر» و«الصراع بين الفضيلة واللذة»، بخلفية من المناظر الخلوية رسمت ببراعة. أما الستة عشرة صورة من الحفر والتي تكون «آلام المسيح منقوشة» فإنها أقل تأثيراً من صورة «تعذيب المسيح» المحفورة على الخشب، ولكن صورة القديس إيوستاس فهي مجموعة من الرسم الحية: خمس كلاب وجواد وغابة، وحشد من الطيور وسلسلة من القلاع فوق تل، وغزال يحمل صليباً بين قرنيه، ويتوسل إلى الصياد أن يعفيه من القتل ويغريه بأن يصبح قديساً.
وبلغ دورر في عامي 1513 و 1514 الذروة كرسام في ثلاث رائعات من الحفر، فالفارس والموت والشيطان نسخة قوية من موضوع كئيب من القرون الوسطى. فارس صارم الملامح بالدروع والسلاح، يمتطي صهوة جواد فيروكشي، تكتنفه صورة قبيحة للموت والشيطان، ومع ذلك فإنه يتقدم إلى الأمام في إصرار منتصراً للفضيلة على كل شيء، ويبدو أن أحداً لا يصدق أنه يمكن نقش صورة في المعدن بمثل هذه المبالغة والدقة في التفاصيل. فصورة القديس جيروم في قاعة درسه، توضح مرحلة أهدأ من انتصار المسيحي. القديس العجوز الأصلع منحن فوق مخطوطته يكتب على ما يبدو في ضؤ هالته وعلى الأرض، ومعه في هدوء أسد وكلب، وعلى أسكفة النافذة تجثم جمجمة في سكون مبين، وما يبدو في نظر كل الناس قبعة زوجته معلقة على الحائط، وكل الحجرة مرسومة بمنظور روعيت فيه القواعد، ورسمت فيها كل الظلال وأشعة الشمس بدقة فائقة. وأخيراً فإن النقش، الذي أطلق عليه ديرر اسم «السوداء»، يكشف عن ملاك يجلس في وسط أنقاض مبنى لم يتم، وتحت قدميه خليط من الأدوات الميكانيكية والآلات العلمية، ويتدلى من منطقته كيس ومفاتيح رمزاً للثروة والسلطان، ويستند برأسه مفكراً على إحدى راحتيه، وعيناه تحملقان حولها ما في شيء من الدهشة وشئ من الفزع. أتراه يتسائل لأي غرض يبذل كل هذا الجهد، وما فائدة هذا البناء، والهدم والبناء، وهذا السعي الحثيث وراء الثروة والسلطان والجري وراء السراب الذي يسمى الحقيقة ومجد العلم هذا وبلبلة ذوي الفكر وهو يكافحون عبثا الموت المحتوم وهل يمكن أن يكون دورر في بداية العصر الحديث نفسه قد أدرك المشكلة التي واجهها العلم الظافر وهي مشكلة الوسائل التقدمية التي أساءت استخدامها الغايات التي لا تتغير .

## أهم أعماله
- لوحة فنية ممثله للحزن للقديس جيروم.
- مجوعة لوحات شخصية.
- سِفر الرؤيا (مجموعة من الرواشم المطبوعة التي تتناول نهاية العالم 1498 م).
- الأرنب البري اليافع (رسم مائي، متحف ألبريتينا - فيينا).

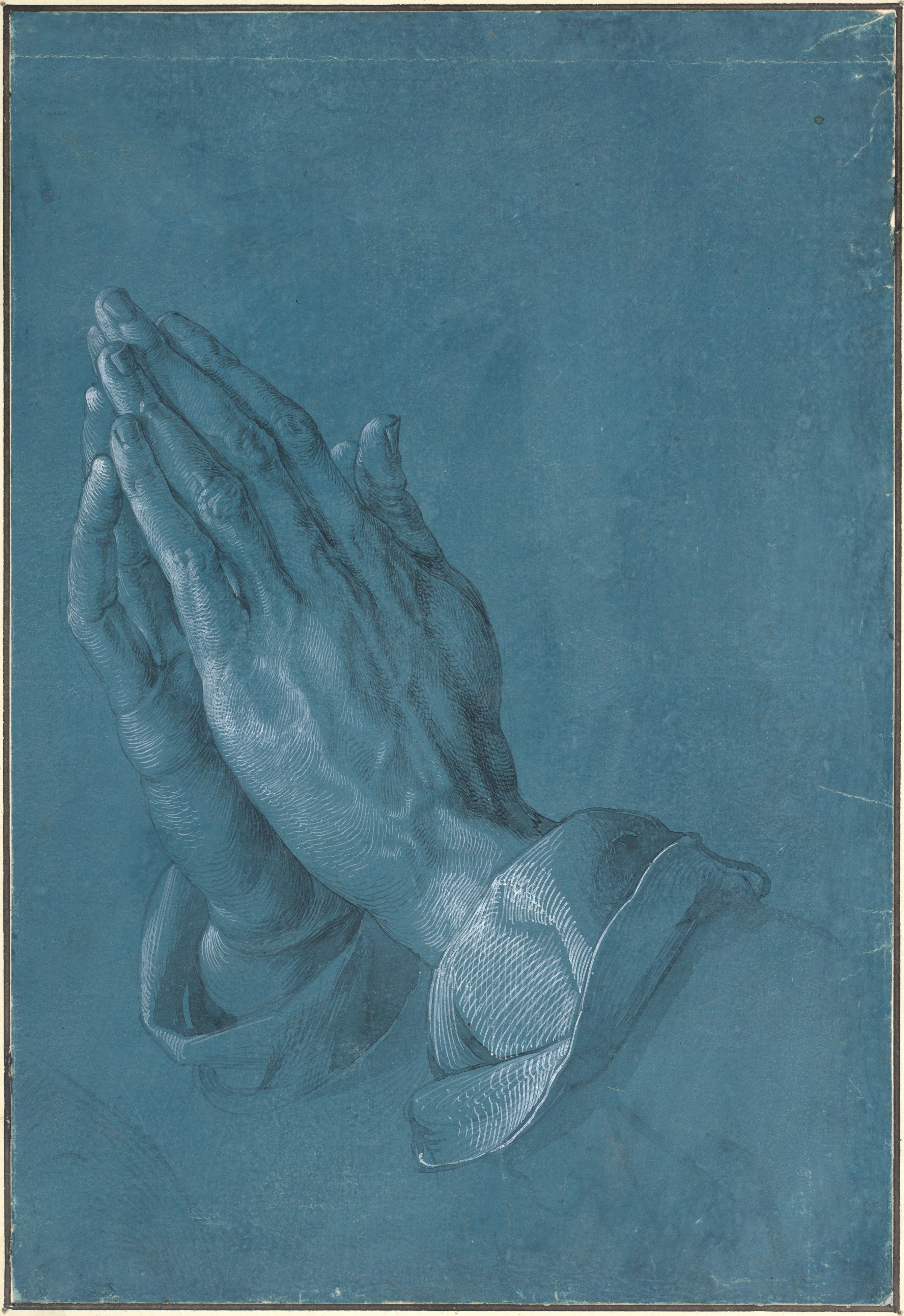
أيدي الصلاة بالقلم الجاف والحبر بريشة ألبريشت دورر سنة 1508. متحف ألبرتينا في فيينا ، النمسا.

- لوحة وحيد القرن
- أيدي الصلاة بالقلم الجاف والحبر بريشة ألبريشت دورر سنة 1508. متحف ألبرتينا في فيينا ، النمسا.أيدي الصلاة

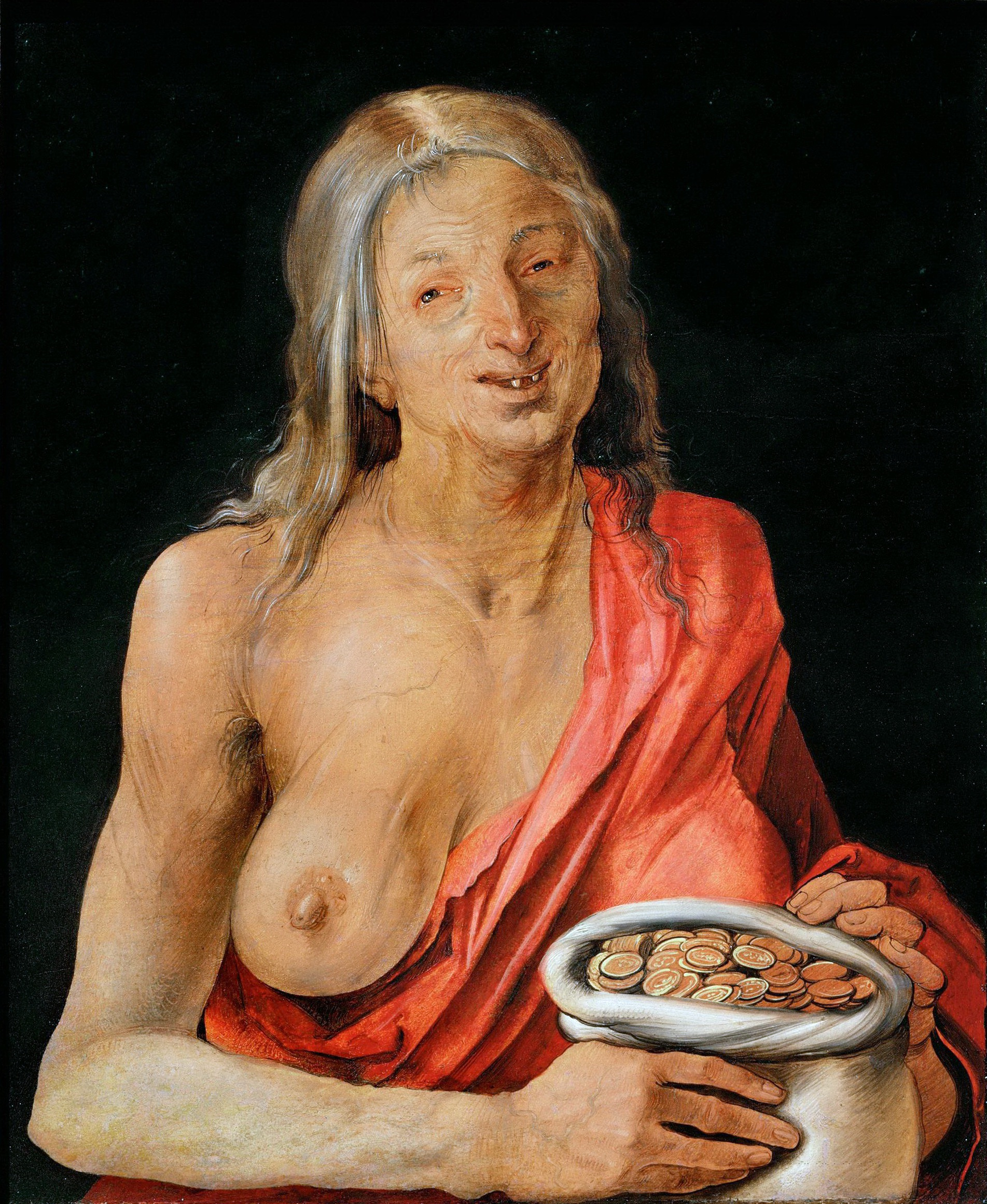
رمزية الجَشِعَ 1507 بريشة ألبرخت دورر. متحف تاريخ الفنون في فيينا ، النمسا.

- رمزية الجشعرمزية الجَشِعَ 1507 بريشة ألبرخت دورر. متحف تاريخ الفنون في فيينا ، النمسا.

## مساهماته فيالهندسة الوصفية
أول معاملة منهجية هندسية لتحديد كفاف الظلال الساقطة نفذت من قبل دورر الذي اشتهر بعمله الفني كنحات ورسام، على الرغم من أن مؤلفاته العلمية كانت مهمة في تاريخ الرياضيات. دراسته حول الظلال كتبت عام 1525.

## معرض صور

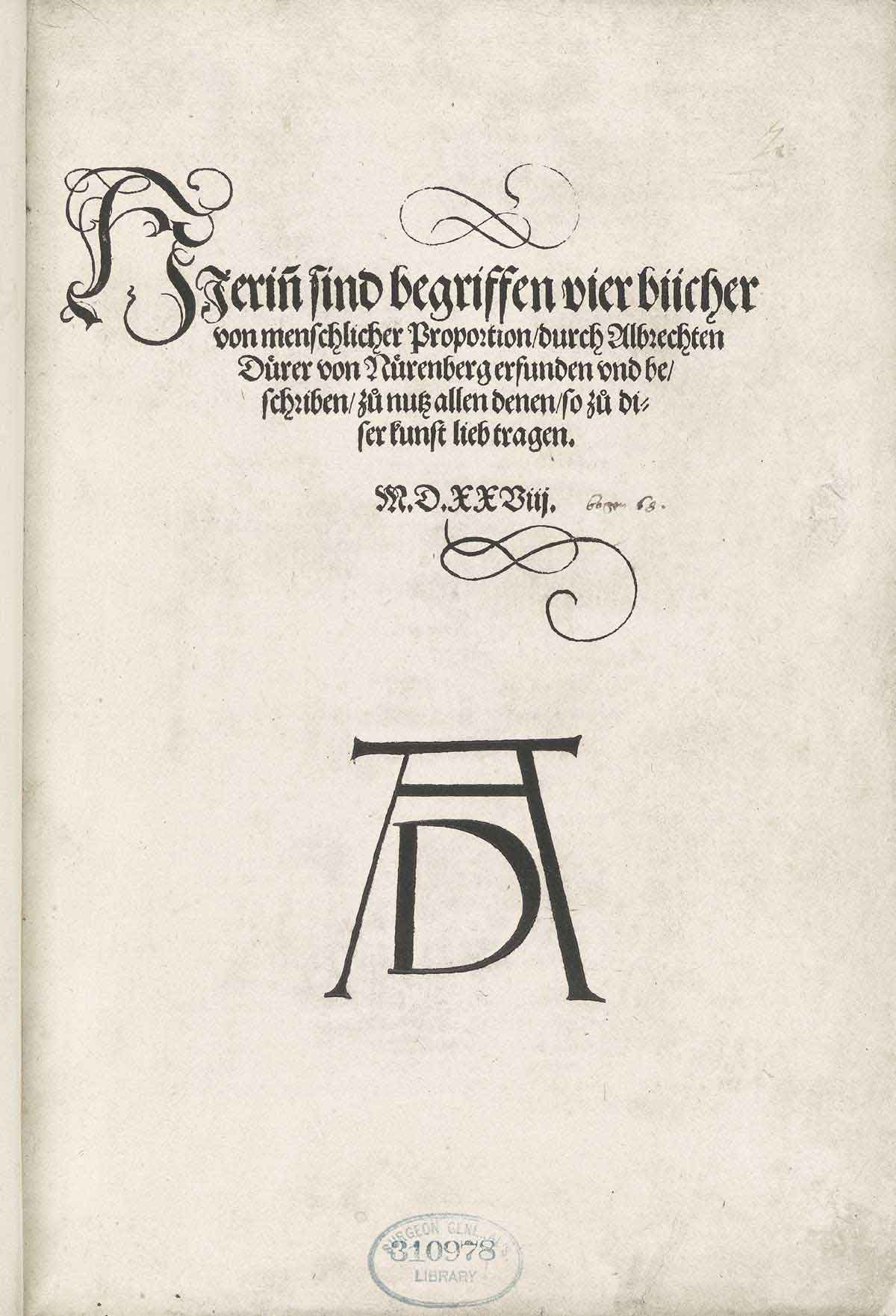
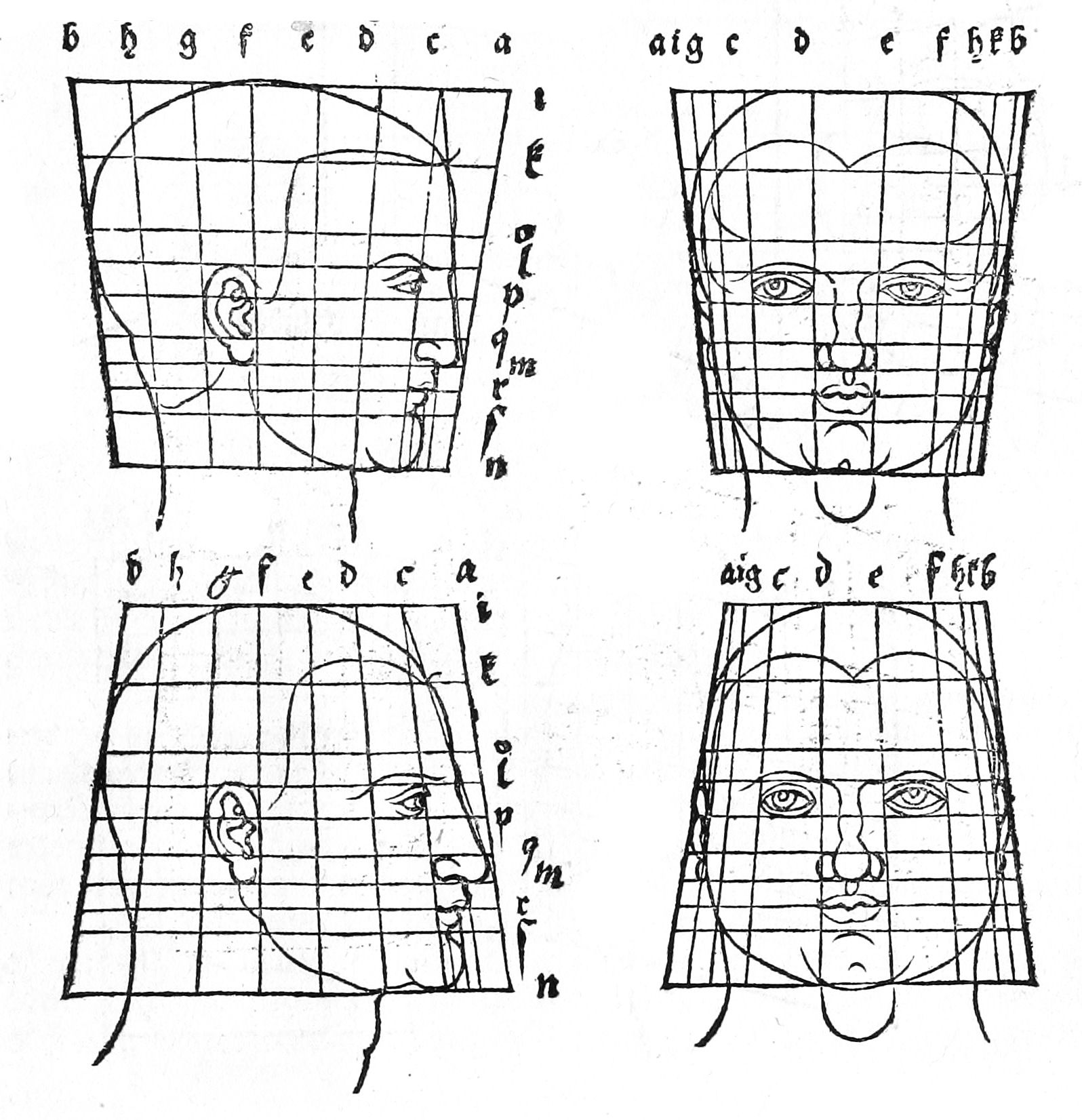
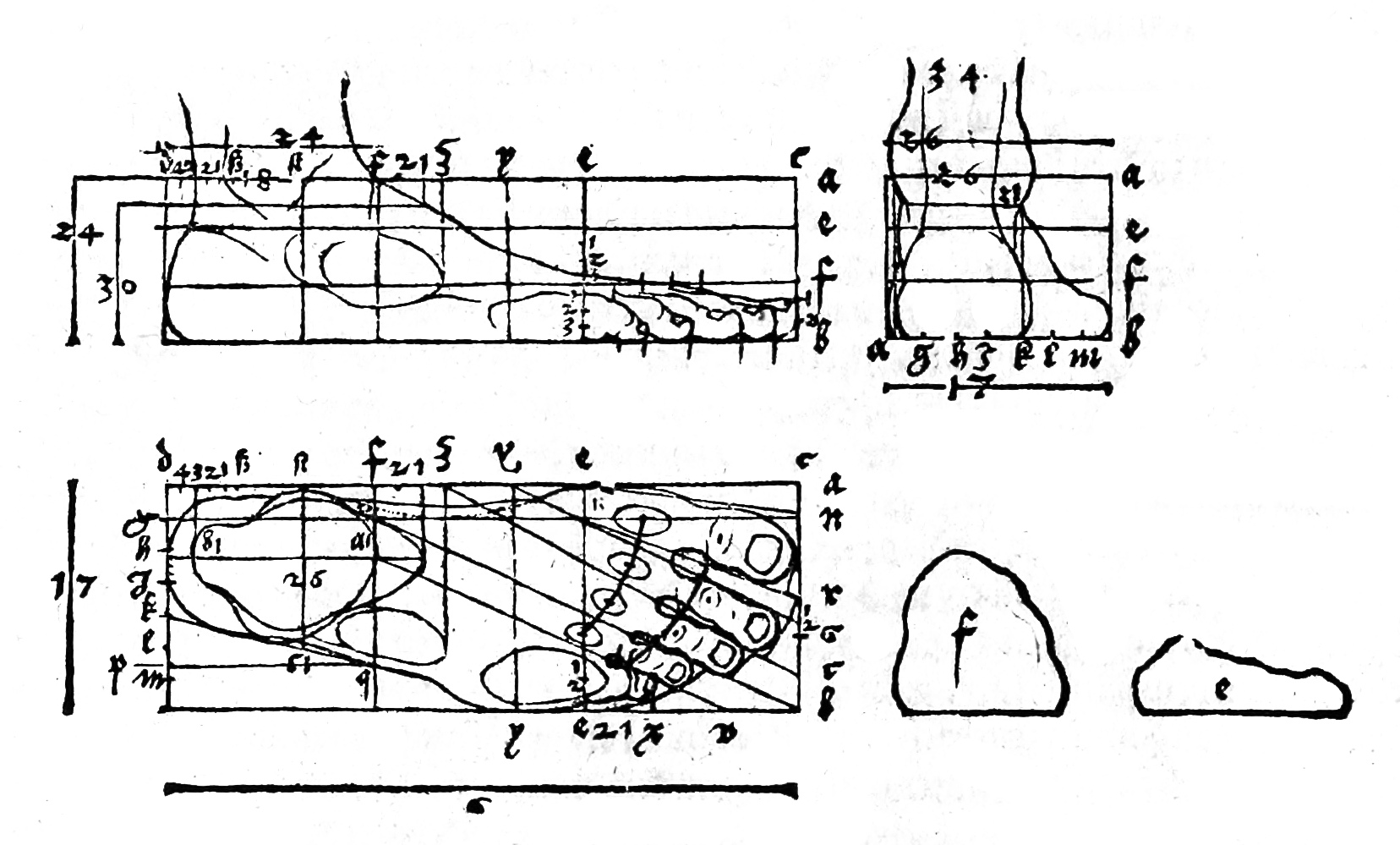

1. ↑  А. М. Прохорова, ed. (1969), Большая советская энциклопедия: [в 30 т.] (بالروسية) (3rd ed.), Москва: Большая российская энциклопедия, Дюрер Альбрехт, OCLC:14476314, QID:Q17378135
2. ↑  RKDartists (بالهولندية), QID:Q17299517
3. ↑   https://www.khm.at/objektdb/detail/615/. {{استشهاد ويب}}: |url= بحاجة لعنوان (مساعدة) والوسيط |title= غير موجود أو فارغ (من ويكي بيانات) (مساعدة)
4. ↑   https://www.pinakothek.de/kunst/albrecht-duerer/paumgartner-altar-geburt-christi. {{استشهاد ويب}}: |url= بحاجة لعنوان (مساعدة) والوسيط |title= غير موجود أو فارغ (من ويكي بيانات) (مساعدة)
5. ↑   https://recherche.smb.museum/detail/867825/der-dreikönigsaltar-5-tafeln. {{استشهاد ويب}}: |url= بحاجة لعنوان (مساعدة) والوسيط |title= غير موجود أو فارغ (من ويكي بيانات) (مساعدة)
6. ↑   https://fristartmuseum.org/exhibition/albrecht-durer-at-the-frist-art-museum/. {{استشهاد ويب}}: |url= بحاجة لعنوان (مساعدة) والوسيط |title= غير موجود أو فارغ (من ويكي بيانات) (مساعدة)

## روابط خارجية
- آلبرخت دورر على موقع IMDb (الإنجليزية)
- آلبرخت دورر على موقع الموسوعة البريطانية (الإنجليزية)
- آلبرخت دورر على موقع ميوزك برينز (الإنجليزية)
- آلبرخت دورر على موقع إن إن دي بي (الإنجليزية)
- آلبرخت دورر على موقع ديسكوغز (الإنجليزية)
- تحرير آلبرخت دورر www.albrechtdürer.com
- آلبرخت دورر: رسام جمع بين الواقعية الألمانية والمثالية الإيطالية  دويتشه فيلة العربية